# Scopula naias
Scopula naias är en fjärilsart som beskrevs av W. Warren 1903. Scopula naias ingår i släktet Scopula och familjen mätare. Inga underarter finns listade.